# Джорджо де Кирико
Джорджо де Кирико (на италиански: Giorgio de Chirico) е италиански художник, рисувал живопис в метафизичен, необароков и неометафизичен стил. Характерна за творчеството на Де Кирико е ролята на предметите с тайнствен смисъл, носещ усещане за несигурност и нереалност.

## Биография
Джорджо де Кирико е роден на 10 юли 1888 г. в италианско семейство в гръцкия град Волос, намиращ се на източното крайбрежие на страната.
Де Кирико учи живопис в Атинския политехнически институт от 1899 г., живее във Флоренция и следва и в Мюнхенската художествена академия от 1906 г. От юли 1911 до май 1915 г. живее в Париж, където се сближава с Пабло Пикасо, Гийом Аполинер, Андре Дерен и Макс Жакоб. След това служи във Ферара, където през 1917 г. се сприятелява с Карло Кара, с когото и с брат си Алберто Савино става основоположник на движението на метафизичната живопис, основавайки Scuola Metafisica („Школа за метафизична живопис“).
От 1909 до 1919 г. рисува в метафизичен стил. Това е най-плодотворният период от живота на Де Кирико. От тези години са творбите „Носталгия по безкрайността“ (1913), „Мистерия и меланхолия на улицата“ (1914), „Хектор и Андромаха“ (1916) и Тревожните музи (1918). След това се занимава с традиционна, академична живопис. От 1925 до 1931 г. отново живее в Париж, след това до 1935 г. отново в Италия и до 1937 г. в САЩ. По време на Втората световна война живее и работи в Италия. След войната рисува в необароков стил, а в средата на 1960-те рисува в неометафизичен стил.
Издава две книги – романа „Хебдомерос“ (1929) на френски и мемоарната книга „Спомени за моя живот“ (1946). „Хебдомерос“ е по-скоро поезия в проза и се отличава с поетичен език.
Умира на 20 ноември 1978 г. в Рим.
През 2004 г. картината на де Кирико „Великият метафизик“ е продадена на търг в САЩ за рекордната за негова картина сума от 7,175 млн. щатски долара.

## Семейство
Бащата на де Кирико е известен железопътен инженер, произхождащ от аристократично сицилианско семейство. Фирмата на инж. де Кирико „Evaristo de Chirico & Co“ е построила железопътни линии в България. Майка му, Джема Червето, е родом от Генуа.
Има два брака – с балерината Раиса Гуревич и Изабела Паксзвер.

## За него
- Paolo Baldacci-Maurizio Fagiolo Dell'Arco, Giorgio de Chirico Parigi 1924 – 1930, Milano, Galleria Philippe Daverio, 1982, pp. 22.
- Willard Bohn, The rise of Surrealism: Cubism, Dada, and the pursuit of the marvelous, SUNY Press, 2002. ISBN 0-7914-5159-3
- Maurizio Cavalesi-Gioia Mori, De Chirico, Firenze, Giunti Editore, 1988, pp. 50. ISBN 88-09-76080-8
- Maurizio Fagiolo Dell'Arco-Luigi Cavallo, De Chirico. Disegni inediti (1929), Milano, Edizioni grafiche Tega, 1985, pp. 140.
- Pere Gimferrer, De Chirico, 1888 – 1978, opere scelte, Milano, Rizzoli, 1988, pp. 128.
- Giovanni Lista, De Chirico et l'avant-garde, Éditions L'Âge d'Homme, 1983. ISBN 2-8251-2413-3
- Gioia Mori Gioia, De Chirico metafisico, Firenze, Giunti, 2007, pp. 50.
- Elena Pontiggia-Giovanni Gazzaneo, Giorgio de Chirico. L'Apocalisse e la luce, Cinisello Balsamo, Silvana Editoriale, 2012, pp. 119.
- Olga Sáenz, Giorgio de Chirico y la pintura metafísica, UNAM, 1990. ISBN 968-36-1050-1
- James Thrall Soby James Thrall, The early Chirico, Ayer Publishing, 1969. ISBN 0-405-00736-1
- Mark Stevens Mark, Late, great De Chirico in New York Magazine 7 ott 1996 – v. 29, num. 39, pp. 67 e 113.